# ویکتور امیلیو رامیرز
ویکتور امیلیو رامیرز (ارمنی: [] Error: {{Lang}}: فاقد متن (راهنما); انگلیسی: Victor Emilio Ramírez؛ زادهٔ ۳۰ مارس ۱۹۸۴) بوکسور ارمنی‌تبار اهل آرژانتین است. عنوان Cruiserweight ‏WBO را در سال ۲۰۰۹ و IBF از سال ۲۰۱۵ تا ۲۰۱۶ در اختیار داشت. وی در دسامبر ۲۰۱۶ بازنشستگی خویش را از دنیای ورزش اعلام نمود. 

## Professional boxing record
| خلاصه بوکس حرفه‌ای |        |        |
| ۲۸ مبارزه         | ۲۲ بُرد | ۴ شکست |
| با ناک‌اوت         | ۱۷     | ۲      |
| با تصمیم داور     | ۵      | ۲      |
| تساوی‌ها           | ۱      | ۱      |
| بی‌نتیجه           | ۱      | ۱      |

| No. | نتیجه | رکورد      | حریف                        | نوع        | راند، زمان    | تاریخ      | مکان                                                           | توضیحات                                                                   |
| --- | ----- | ---------- | --------------------------- | ---------- | ------------- | ---------- | -------------------------------------------------------------- | ------------------------------------------------------------------------- |
| ۲۸  | باخت  | ۲۲–۴–۱ (۱) | ژانگ یونلونگ                | ناک‌اوت     | ۱ (۱۲), ۱:۳۶  | ۲۰۱۷-۱۲-۱۸ | چاینا شو، پکن                                                  | برای عنوان سنگین‌وزن دبلیوبی‌ای اقیانوسیه                                   |
| ۲۷  | باخت  | ۲۲–۳–۱ (۱) | دنیس لبدف                   | ناک‌اوت فنی | ۲ (۱۲), ۱:۵۷  | ۲۰۱۶-۰۵-۲۱ | قصر یخی خودینکا، مسکو                                          | از دست دادن عنوان cruiserweight آی‌بی‌اف برای عنوان Cruiserweight دبلیوبی‌ای |
| ۲۶  | تساوی | ۲۲–۲–۱ (۱) | اُویل مک‌کنزی                 | SD         | ۱۲            | ۲۰۱۵-۱۰-۰۲ | باشگاه ورزشی وییا لا نیاتا، بنافیدس، بوئنوس آیرس               | حفظ عنوان cruiserweight آی‌بی‌اف                                            |
| ۲۵  | برد   | ۲۲–۲ (۱)   | اولا آفولابی                | UD         | ۱۲            | ۲۰۱۵-۰۴-۱۰ | باشگاه ورزشی وییا لا نیاتا، بنافیدس، بوئنوس آیرس               | بردن عنوان Interim cruiserweight آی‌بی‌اف                                   |
| ۲۴  | برد   | ۲۱–۲ (۱)   | دیون ایلام                  | ناک‌اوت     | ۲ (۱۰), ۳:۰۰  | ۲۰۱۴-۱۰-۳۱ | Teatro Griego Juan Pablo Segundo، سان مارتین، مندوسا، آرژانتین | حفظ عنوان cruiserweight آی‌بی‌اف لاتینو                                     |
| ۲۳  | برد   | ۲۰–۲ (۱)   | کلیتون کونسیکائو            | ناک‌اوت     | ۴ (۱۰), ۱:۱۷  | ۲۰۱۴-۰۷-۱۹ | باشگاه ورزشی وییا لا نیاتا، بنافیدس، بوئنوس آیرس               | حفظ عنوان cruiserweight آی‌بی‌اف لاتینو                                     |
| ۲۲  | برد   | ۱۹–۲ (۱)   | گلندی ارناندس               | ناک‌اوت فنی | ۴ (۱۰), ۰:۳۷  | ۲۰۱۴-۰۳-۲۱ | باشگاه ورزشی وییا لا نیاتا، بنافیدس، بوئنوس آیرس               | حفظ عنوان cruiserweight آی‌بی‌اف لاتینو                                     |
| ۲۱  | برد   | ۱۸–۲ (۱)   | دنی سانتیاگو                | ناک‌اوت فنی | ۴ (۱۰), ۱:۴۰  | ۲۰۱۴-۰۱-۳۱ | پیسو د لوس دپورتس، مار دل پلاتا، بوئنوس آیرس                   | حفظ عنوان cruiserweight آی‌بی‌اف لاتینو                                     |
| ۲۰  | برد   | ۱۷–۲ (۱)   | ماریانو روبن دیاس سترونس    | UD         | ۱۰            | ۲۰۱۴-۰۱-۰۴ | پیسو د لوس دپورتس، مار دل پلاتا، بوئنوس آیرس                   | بردن عنوان خالی cruiserweight فدراسیون بین‌المللی بوکس لاتینو              |
| ۱۹  | برد   | ۱۶–۲ (۱)   | تابیسو اموگاله              | ناک‌اوت فنی | ۱ (۴)         | ۲۰۱۳-۱۲-۲۱ | باشگاه ورزشی وییا لا نیاتا، بنافیدس، بوئنوس آیرس               |                                                                           |
| ۱۸  | باخت  | ۱۵–۲ (۱)   | مارمو هوک                   | UD         | ۱۲            | ۲۰۰۹-۰۸-۲۹ | en:Gerry Weber Stadion، هاله (نوردراین-وستفالن)                | از دست دادن عنوان cruiserweight دبلیوبی‌او                                 |
| ۱۷  | برد   | ۱۵–۱ (۱)   | علی اسماعیلوف               | SD         | ۱۲            | ۲۰۰۹-۰۵-۱۶ | ورزشگاه لونا پارک، بوئنوس آیرس                                 | حفظ عنوان cruiserweight دبلیوبی‌او                                         |
| ۱۶  | برد   | ۱۴–۱ (۱)   | آلکساندر آلکسیف             | RTD        | ۹ (۱۲), ۳:۰۰  | ۲۰۰۹-۰۱-۱۷ | سالن سرپوشیده، دوسلدورف، نوردراین-وستفالن                      | بردن عنوان موقتی cruiserweight دبلیوبی‌او                                  |
| ۱۵  | برد   | ۱۳–۱ (۱)   | اکتور ریکاردو سوتئلو        | ناک‌اوت فنی | ۲ (۱۲), ۰:۳۲  | ۲۰۰۸-۱۲-۰۴ | ورزشگاه لونا پارک، بوئنوس آیرس                                 | cruiserweightدبلیوبی‌او لاتینو/آمریکای جنوبی                               |
| ۱۴  | برد   | ۱۲–۱ (۱)   | مائورو آدریان اوردیالس      | RTD        | ۱۱ (۱۲), ۲:۵۸ | ۲۰۰۸-۰۸-۳۰ | en:سالن سرپوشیده، کاسروس                                       | بردن عنوان خالی Cruiserweight آمریکای جنوبی                               |
| ۱۳  | برد   | ۱۱–۱ (۱)   | مائورو آدریان اوردیالس      | MD         | ۶             | ۲۰۰۸-۰۵-۱۰ | باشگاه اوراکان، ترس آرویوس، بوئنوس آیرس                        |                                                                           |
| ۱۲  | برد   | ۱۰–۱ (۱)   | ایوان کارلوس پروتی          | ناک‌اوت فنی | ۴ (۶), ۲:۲۹   | ۲۰۰۸-۰۲-۲۳ | Club Social y Deportivo Mar de Ajo, Mar de Ajo، بوئنوس آیرس    |                                                                           |
| ۱۱  | برد   | ۹–۱ (۱)    | آدولفو اوباندو              | ناک‌اوت فنی | ۲ (۶), ۱:۴۲   | ۲۰۰۷-۱۲-۱۴ | en:Polideportivo Municipal Carlos Cerutti، کوردوبا، آرژانتین   |                                                                           |
| ۱۰  | برد   | ۸–۱ (۱)    | سسار داریو اردیا            | ناک‌اوت فنی | ۱ (۴), ۲:۳۰   | ۲۰۰۷-۰۸-۱۸ | باشگاه توماس د روکامورا, Concepcion del Uruguay، انتره ریوس    |                                                                           |
| ۹   | برد   | ۷–۱ (۱)    | میگل آنخل مورالس            | RTD        | ۲ (۶), ۳:۰۰   | ۲۰۰۷-۰۷-۲۱ | باشگاه استودیانتس، سانتا روسا                                  |                                                                           |
| ۸   | NC    | ۶–۱ (۱)    | کلاودیو کارلوس روکه فرناندس | NC         | ۲ (۶)         | ۲۰۰۷-۰۶-۰۸ | en:Escuela #6، بولیوار، بوئنوس آیرس                            | The ring gave way by the weight of the boxers and the referee             |
| ۷   | باخت  | ۶–۱        | سباستیان ایگناسیو سبایوس    | MD         | ۶             | ۲۰۰۶-۱۲-۲۲ | en:Buenos Aires Lawn Tennis Club، بوئنوس آیرس                  |                                                                           |
| ۶   | برد   | ۶–۰        | فرناندو سباستیان سانتاندر   | ناک‌اوت     | ۱ (۶)         | ۲۰۰۶-۱۱-۲۴ | باشگاه توماس د روکامورا، کنسپسیون دل اوروگوای                  |                                                                           |
| ۵   | برد   | ۵–۰        | ایوان کارلوس پروتی          | ناک‌اوت فنی | ۱ (۴)         | ۲۰۰۶-۱۰-۱۴ | ورزشگاه لونا پارک، بوئنوس آیرس                                 |                                                                           |
| ۴   | برد   | ۴–۰        | ماریو خاویر مورئنو          | ناک‌اوت فنی | ۱ (۴)         | ۲۰۰۶-۰۹-۱۵ | Club El Porvenir, سان میگل دل مونتع                            |                                                                           |
| ۳   | برد   | ۳–۰        | خوزه نوربرتو گومس           | ناک‌اوت فنی | ۲ (۴), ۲:۵۱   | ۲۰۰۶-۰۷-۱۴ | Club Social y Recreativo Curuzu، کوروسو کواتیا، استان کورینتس  |                                                                           |
| ۲   | برد   | ۲–۰        | روبرتو مارتینس              | ناک‌اوت فنی | ۲ (۴), ۱:۳۰   | ۲۰۰۶-۰۵-۱۹ | en:باشگاه فوتبال ال پور-ونیر، San Miguel del Monte             |                                                                           |
| ۱   | برد   | ۱–۰        | میگل آنخل پاچکو             | UD         | ۴             | ۲۰۰۶-۰۴-۰۸ | ورزشگاه لونا پارک، بوئنوس آیرس                                 |                                                                           |